# 毎日が日曜日
『毎日が日曜日』（まいにちがにちようび）は、城山三郎の小説の一つ。

## 概要
1975年に読売新聞にて連載、翌1976年に単行本として発売される。1979年の文庫化からも版を重ね、2023年5月時点で文庫版は65刷、発行部数は69万部、令和になってからも増刷されており、所謂経済小説という分野では異例の息の長さと言える。
本作品では、50代で窓際族となったサラリーマンの日常と悲哀が描かれる。主人公の沖直之は総合商社で働いているサラリーマンで、巨大な組織である総合商社の商社マンとその家族の日常と共に、圧倒的な現実感で描かれていた。これは日本的な体質と活動の全てであった。世界に類の無い機動力の総合商社の、企業活動の裏側での生々しい人間関係を通じて、サラリーマンにとっての幸福な人生とは何であるかが興味深く追及されていた。
タイトルにもなっている「毎日が日曜日」という語句には、主人公が閑職に追いやられるという意味合いが込められており、これを象徴するかのようなくだりも作中には存在する。主人公が京都支店長に赴任することになり、単身赴任で京都に向かう際、家族と同僚が東京駅に見送りに来る。その際、同期で出世レースで一歩先を進んでいて、社内では毒舌家で通っている同僚に、京都では毎日が日曜日だなと言われた。そう言われた主人公が気色ばめば、同僚は詫びる形で失敬と言った。
2010年には、田原総一朗が薦める必読の企業や経済に関する小説に同書も選ばれている。

## 映像作品
本作品は、これまでに複数回にわたってテレビドラマ化されており、1977年にはNHK総合テレビジョンの帯ドラマ番組「銀河テレビ小説」の一作として、5月2日から5月27日まで全20回が放送された。主演は山内明が務め、この他郷ひろみは主人公の息子で帰国子女の役を演じた。当時の郷にとっては大人の世界は遠い存在で、自分もこのような年齢になるなど考えもしていなかったと後に語っている。
また、1989年にも古谷一行主演でテレビドラマ化され、3月12日から3月26日まで「シリーズ・男の決断」の一作として、テレビ朝日系列で毎週日曜20:00 - 20:54（JST）に全3回が放送された。